# Институт в Николо-Угрешском монастыре

## История института (колонии)
В 1918—1922 годах за стенами древнего Николо-Угрешского монастыря находилась колония Наркомфина, позже преобразованная по инициативе Ф. Э. Дзержинского в трудовую коммуну.
Колония состояла из: института благородных девиц, учебно-воспитательного отделения для мальчиков, и приюта для мам с малолетними детьми. Начальницей колонии была Ольга Серафимовна Дефендова (в тайном постриге Серафима, родилась 30 марта 1887 г. в Тамбове, умерла 6 июля 1965 г).
Свидетельство о институте благородных девиц и учебно-воспитательного отделения для мальчиков в стенах Николо-Угрешского монастыря можно найти в книге «Эда Урусова — актриса из княжеского рода».
Выпускницы этого института благородных девиц должны были составить элиту буржуазной России после скорого падения советского строя. Однако, в 1922 году сам институт был закрыт. Образование, полученное в институте, не соответствовало советскому стандарту. И выпускницам, желавшим стать современными женщинами и получить профессию, пришлось оканчивать советские учебные заведения. Так, выпускница института Евдокия Юрьевна Урусова в 1925 году окончила восьмилетнюю школу и поступила в студию Ермоловой при Малом театре. 
А выпускница института, В. К. Чуренкова в 1926 году (в возрасте 18 лет) закончила девятилетнюю школу Рогожско-Симановского района; потом учёба в финансовом институте, затем обучение вокалу в музыкальном техникуме Ипполитова-Иванова.
В Николо-Угрешский институт благородных девиц принимались девочки имевшие достаточно высокий уровень образования. Девочки должны были уметь: читать, писать, знать закон божий, иметь достаточный общий уровень развития и самостоятельности. Так Евдокия Урусова пишет: «1 сентября 1917 г. Я пошла в первый класс гимназии Поповой на Знаменке»: Эда Урусова полностью соответствовала предъявляемым требованиям воспитанницы института.
В одном из переулков Большой Алексеевской улицы находится дом, принадлежавший Николо-Угрешскому монастырю, в котором Варе Чуренковой пришлось сдавать вступительные экзамены в институт. Чуренкова В. К. вспоминала, что для неё проверка на самостоятельность заключалась в том, что её родителям не разрешили нанимать экипаж, что бы привезти её на экзамены, и сопровождать её. Варвара должна была одна, самостоятельно, прийти пешком от дверей своего дома (Пестовский переулок) на экзамен (Большая Алексеевская), и так же самостоятельно уйти домой.
Девочкам для поступления в институт, так же, требовалось предъявить свидетельство о рождении и свидетельство о крещении в православной церкви.
Феномен буржуазной Николо-Угрешской колонии интересен тем, что был создан изолированный от внешнего мира «островок» во враждебном окружении внешнего мира. В котором дети состоятельных сословий продолжали получать образование в дореволюционном духе. 

В частности, можно сказать, что все три структурные единицы колонии: институт благородных девиц, учебное заведение для мальчиков, приют для матерей с малолетними детьми — были последними учреждениями старого (дореволюционного) типа, каждое для своего рода учреждений. Причём, параллельно, за стенами монастыря, уже существовали аналогичные структуры, но уже иной, советской идеологии.

## Воспоминания воспитанниц о жизни в колонии
В Дзержинском историко-краеведческом музее хранится письмо Варвары Кузьминичны Чуренковой Архивная копия от 28 апреля 2016 на Wayback Machine от 22 мая 1993 года, адресованное Святейшему Патриарху Алексию II, в котором она подробно рассказывает о своей жизни в этой детской колонии. Она пишет: «Я попала в Угрешский монастырь под Москвой весной 1918 года. Это было очень красивое место. Монахи тогда ещё вели свое хозяйство: был сенокос, большая пасека, монастырские большие фруктовые сады. В основном колония состояла из детей светского сословия, которые все имели родителей. Жили мы в прекрасных гостиницах, летних и зимних, и каждая имела свое название. Дети дошкольного возраста жили с родителями, учащиеся жили в интернате. У нас были воспитатели и учителя, которые раньше работали в светских домах или преподавали в гимназиях. Нам было предоставлено много разных игр. Нам преподавали ритмику, была учительница по музыке… — всего не перечислишь.
В ограде монастыря находился небольшой дом, в котором жил митрополит Макарий. Он был парализован, его возили в кресле-коляске прекрасные женщины, очень опрятные. Мы, дети, ходили к митрополиту. У него вокруг дома была застекленная веранда. Он нас благословлял. Мы становились вокруг его кресла на колени и пели ему: „Был у Христа-Младенца сад“. Он очень любил, когда мы ему пели, и давал нам маленькие иконки.
В этом доме была небольшая церковь, и мы пели там заутреню, а на Пасхе и обедню. Регентом был наш завхоз колонии. И тут же в доме была звонница. И я очень любила звонить в эти колокола — вплоть до мозолей. Из дома митрополита был ещё один выход в большой фруктовый сад. Там росло все, вплоть до орехов. Нас неоднократно пускали в этот сад…». Варвара Кузьминична так же вспоминала о костюмированных праздничных рождественских маскарадах, костюмы для которых девочки изготовляли сами. Зимой воспитанницы катались на лыжах. Родители часто приезжали их навещать, привозили гостинцы. На каникулы девочки уезжали домой. Духовным отцом Вари был иеромонах монастыря Аркадий.
Об этой колонии, называя её образцовой, рассказывает в своих «Воспоминаниях» и епископ Арсений (Жадановский). Он пишет, что начальницей колонии была Ольга Серафимовна Дефендова (в тайном постриге Серафима), «сестра, по усердию служившая на Угреше престарелому архипастырю до самой смерти».
Воспоминания Эды Урусовой:
«…Мы жили в монашеских кельях, учились, и нас кормили. Монахи там ещё оставались. Был большой монастырский яблоневый сад, куда мы, конечно, забрались, и директор колонии устроил нам страшный разнос. Но самое главное, там я сыграла свою первую в жизни театральную роль. 

Был поставлен спектакль „Борис Годунов“, и мне досталась роль Григория Отрепьева. Спектакль шёл в келье и на нас были настоящие монашеские одеяния…»
Воспоминания Ляли Гундыревой:
«Находясь в колонии, я закончила там школу. Это было в 1922 году… Наш выпуск стал последним». 

Выпускница института, Ляля Гудырева, вышла замуж за воспитанника учебного заведения колонии для мальчиков — Владимира Голованова.

## Те, кто обучал девочек
- Стихотворение воспитательницы института Т. Ивакинской «На память»Алла Степановна Королькова
- Т. Ивакинская

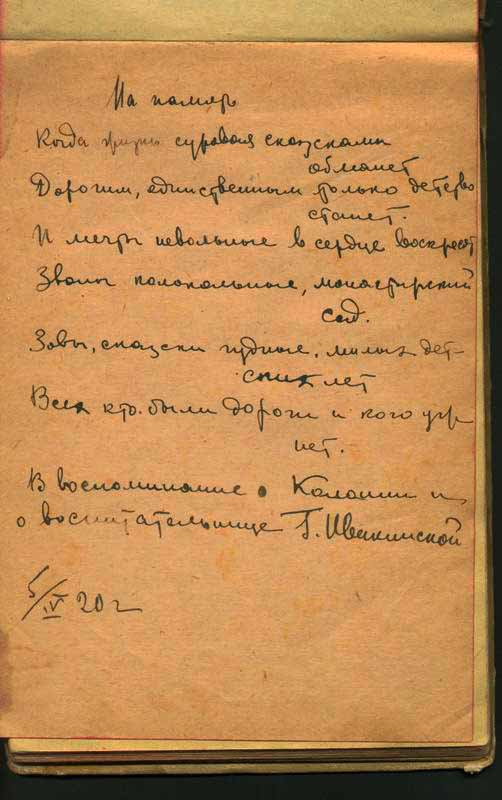
Стихотворение воспитательницы института Т. Ивакинской «На память»

Стихотворение Т. Ивакинской «На память» в альбоме В. К. Чуренковой: 

Когда жизнь суровая сказками обманет.

Дорогим, единственным только детство станет.

И мечты невольные в сердце воскресят 

Звоны колокольные, монастырский сад.

Зовы, сказки чудные, милых детских лет

Всех кто были дороги и кого уж нет.

5 Апреля 1920 г.

## Воспитанницы института благородных девиц

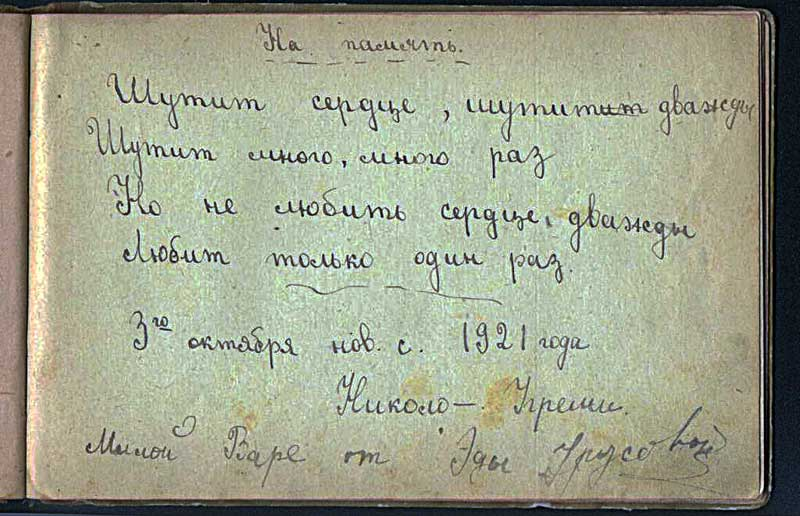
Запись княжны Эды Урусовой в альбоме Чуренковой В. К.

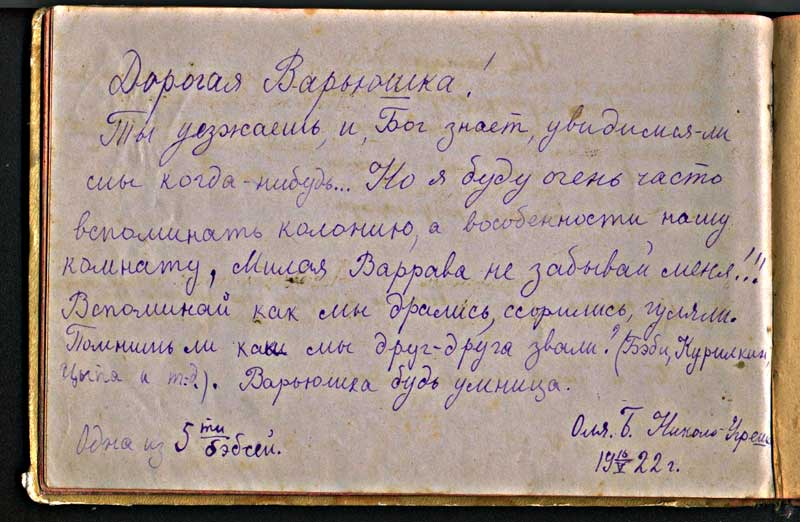
Запись Оли Бессоновой «На память» в альбоме Чуренковой В. К.

Это был единственный выпуск института благородных девиц в Николо-Угрешском монастыре, который прошёл полную программу обучения (четыре года):
- княжна Урусова Евдокия Юрьевна (10.11.1908 — 23.12.1996; похоронена на Введенском кладбище в Москве);

Запись Эды «На память» в альбоме воспитанницы В. К. Чуренковой:
«Шутит сердце, шутит дважды,
Шутит много, много раз.
Но не любит сердце дважды
Любит только один раз.
3 го октября нов. с. 1921 года Николо-Угреша

Милой Варе от Эды Урусовой».
- Чуренкова Варвара Кузьминична Архивная копия от 12 июня 2018 на Wayback Machine (29.10.1907 — 17.04.1995; похоронена на Калитниковском кладбище в Москве);
- Оля Бесонова

Запись Оли Бесоновой в альбоме воспитанницы В. К. Чуренковой:

«Дорогая Варьюшка!

Ты уезжаешь, и Бог знает увидимся-ли мы когда-нибудь… Но я буду очень часто вспоминать колонию, а в особенности нашу комнату. Милая Варрава (прозвище Вари в институте) не забывай меня!!!!

Вспоминай как мы дрались, ссорились, гуляли. Помнишь ли как мы друг друга звали? (Бэби, Курилкин, Цыпя и т. д.). Варюшка будь умница.

Одна из 5ти бэбсей. Оля Б. Николо-Угреша 19.05.1922»

- Панкова
- Побединская
- Люба Богомолова
- Лизбет Шукалова
- К. ГрачёваАвтографы выпускниц 1922 года
- Зиверт
- К. Гржегоржевская
- К. Медведская
- Ляля Гундырева
- М. Башкирцева
- М. Шумакова
- Н. Шумакова
- Н. Константинова
- В. Бурхорд
- Вестафьева
- Антонина Данкова
- Е. Стеллих
- Валя Ильина
- Н. Павлова
- В. Крупецкая
- Т. Фаворова

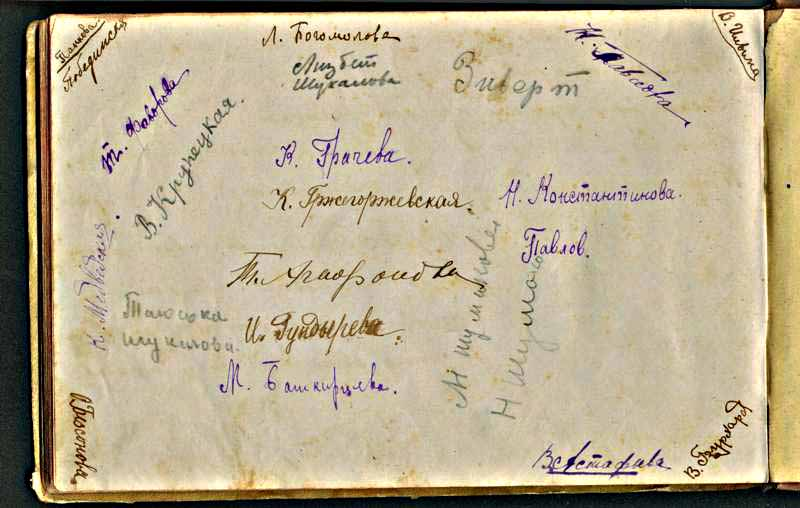
Автографы выпускниц 1922 года

Вензель Чуренковой В. К. допущенный преподавателями института в качестве персонального

Пример различия в институтском обучении с коммунистическим образованием. Каждая выпускница института благородных девиц должна была придумать эскиз своего вензеля (отживший атрибут дворянско-монархического строя) и вышить его на платке. Чуренкова В. К. сохранила эскиз своего вензеля.

## Примечания

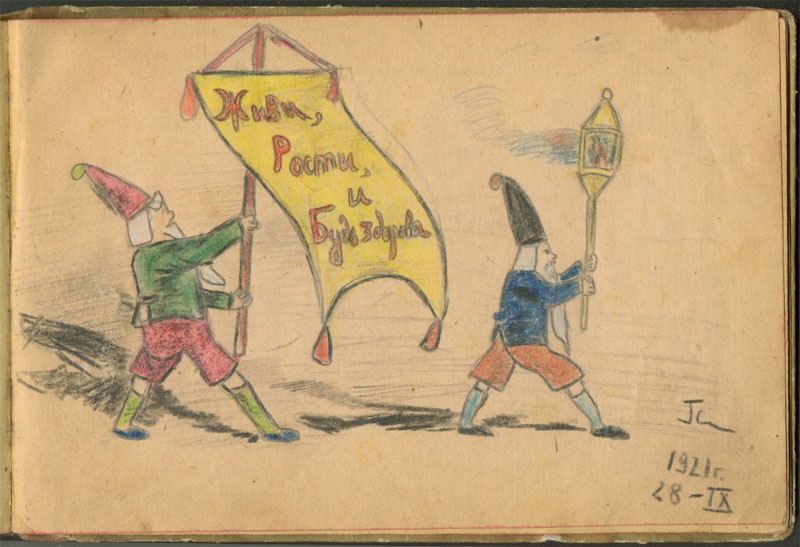
Рисунок «На память» от неизвестной воспитанницы в альбоме Чуренковой В. К.

## Литература

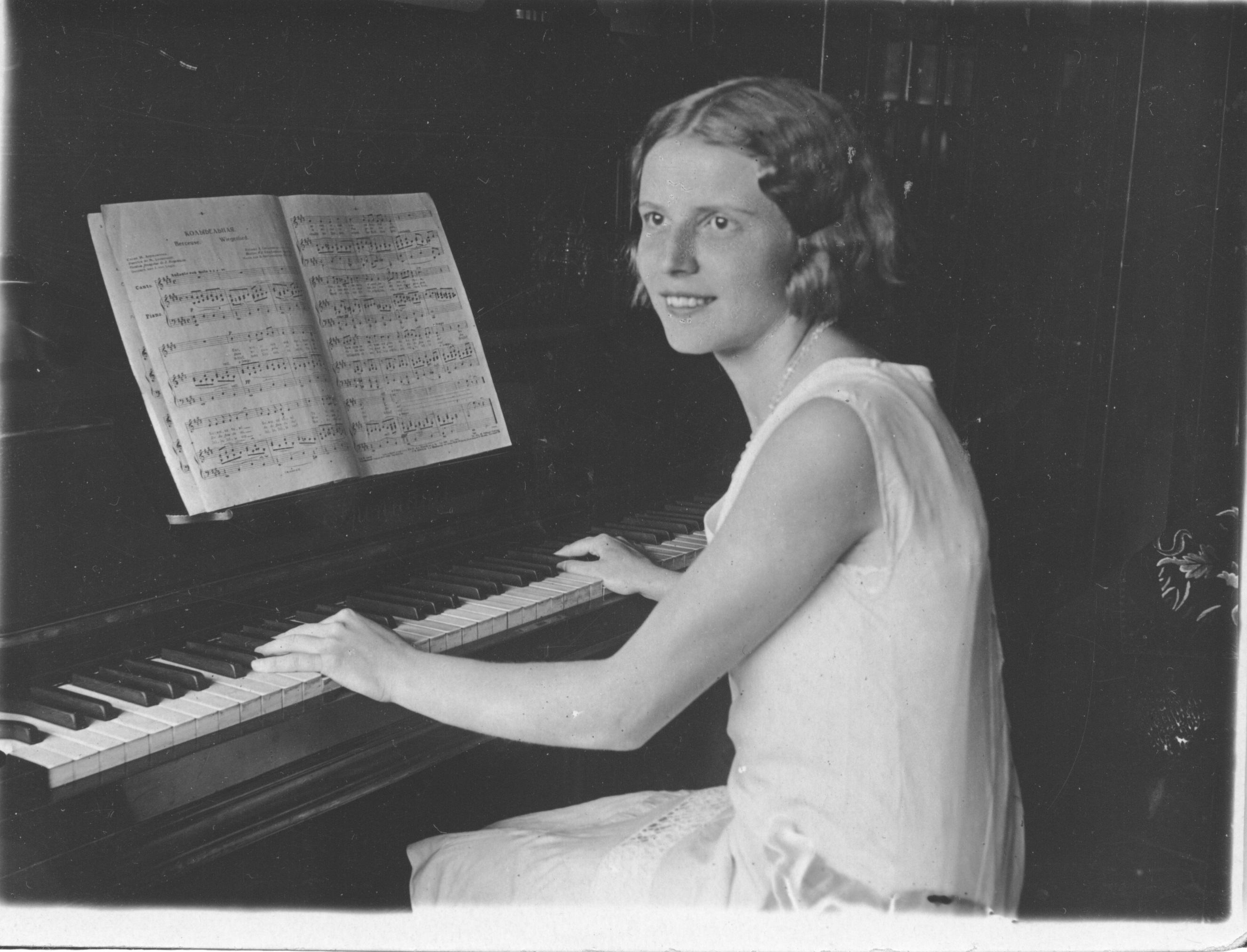
Чуренкова Варвара Кузьминична — выпускница единственного выпуска института благородных девиц в Николо — Угрешском монастыре (1922 года, сокурсница княжны Евдокии Урусовой), двоюродная племянница Замкова Алексея Андреевича (мужа скульптора В. И. Мухиной, выпускница музыкального техникума Ипполитова-Иванова. Домашняя фотография, Москва, Пестовский переулок, д.14, кв.6, 1930 год.